# アグリガット (ロケット)

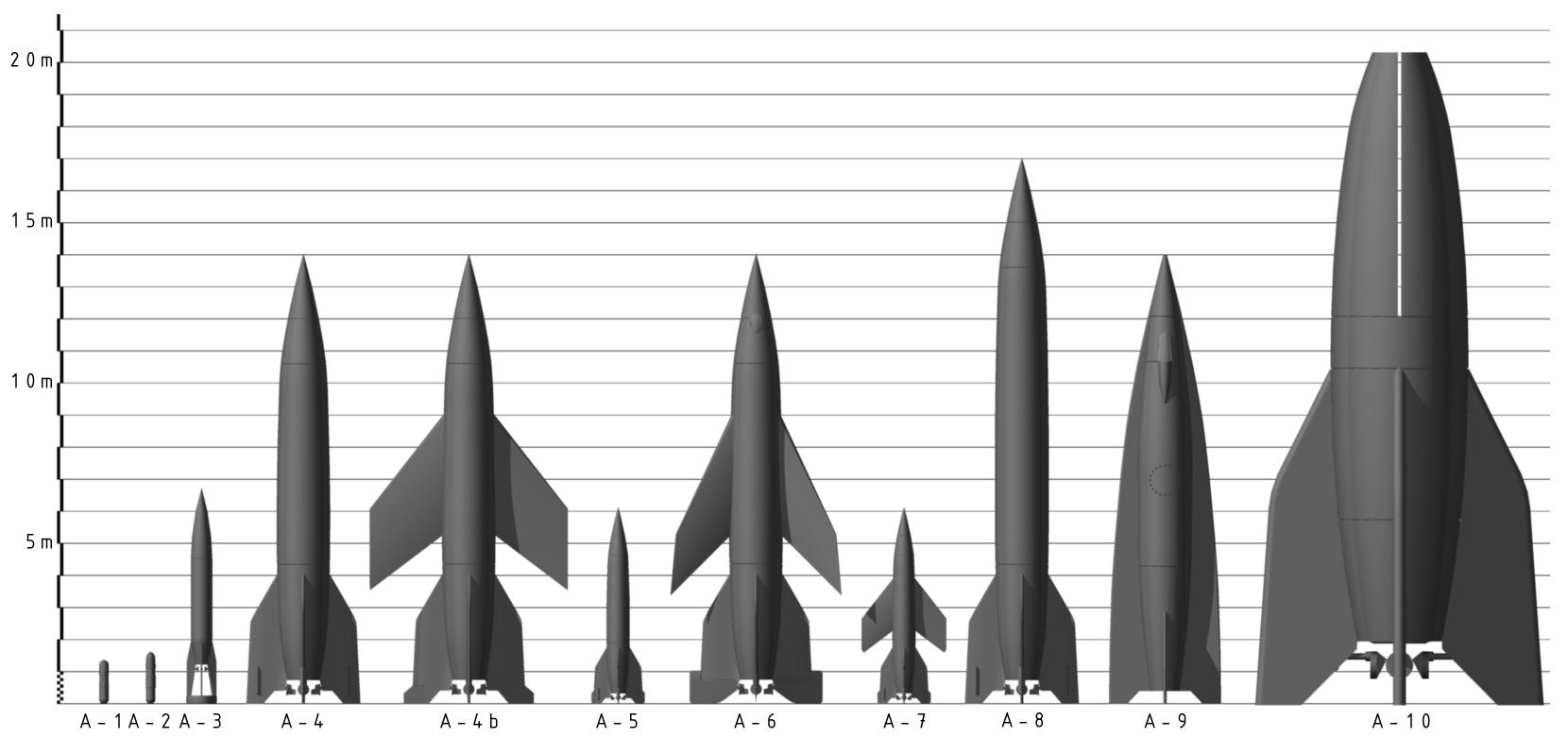
各型の比較

アグリガット（独 Aggregat）は、ドイツ国が開発・運用していたロケットシリーズ。開発のコードネームであるアグリガットの原義は、さまざまな構成要素が協調して作用する機械を意味する。A4を兵器に転用したV2ロケットは、特に知られる。

## 各型

### A1
A1（Aggregat 1）は一連の開発の最初のものである。1933年にヴェルナー・フォン・ブラウンがドイツ国防軍の支援の下、ヴァルター・ドルンベルガーが主導するクンメルスドルフの研究所で開発した。全長1.4メートル (4 ft 7 in)、胴体直径30.5センチメートル (12 in)、重量150キログラム (331 lb)程度の小型のものである。エンジンはアルトゥール・ルドルフが設計したものであり、加圧供給式で推進剤としてアルコールと液体酸素を用いていた。燃焼時間は16秒で2.9kNの推力を有した。安定翼などは持たず、頭部に40 kg (88 lb)のジャイロスコープを内蔵し安定装置としていたが、性能と液体燃料に不安があり、打上げは行なわれなかった。試験台上でのエンジンの燃焼試験には成功したものの、最初の打ち上げは射点上で炎上した。設計が不安定だったと考えられ、更なる進展は無く、A2の設計に移った。

### A2

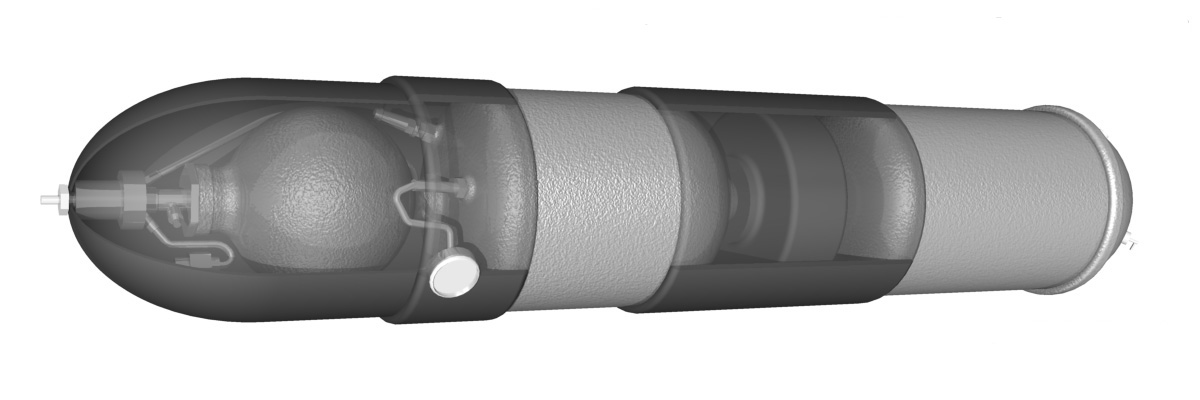
A2ロケット

A2（Aggregat 2）は、A1の発展型であり、フォン・ブラウンによってヴァルター・ドルンベルガーが主導するクンメルスドルフの研究所で1934年に開発された。全長1.6m、胴体直径30.5cm、空虚重量は72キログラム (159 lb)で離陸重量は107キログラム (236 lb)だった。燃料と酸化剤はA1と同じくアルコールと液体酸素を用いて推力は3 kNでA1に似ていた。しかしながら、A1とは対照的に安定用ジャイロスコープはロケット中心部のアルコールタンクと酸素タンクの間に配置され、安定度が増している。
A2は試験のために製造され、ヴィルヘルム・ブッシュの絵本に由来してマックスとモーリッツと称された。1934年、12月19日と20日に北海沿岸のBorkum島で打上げ試験が行われ、高度2.2kmと3.5kmに達した。

### A3
A3（Aggregat 3）は、A2に続いて開発されたロケットで、大型ロケットA4のスケールモデルとして作られた。全長6.2m、胴体直径0.68m、幅0.93m、離陸重量748kg。流線形の本体に加え、尾部に安定翼を持つ。燃料と酸化剤はアルコールと液体酸素、燃焼時間は最大45秒。1937年12月に行なわれた4回の打上げ試験は、誘導装置に起因する燃焼制御の不調で全て失敗した。これにより改良型のA5の開発が開始されることとなった。
A3の開発は1935年2月にErnst Ritter von Horstigがカール・ベッカー将軍におよそ50万マルクを送り、2基の新型試験設備を設置した事で可能になった。これには移動式試験櫓、小型機関車と事務所と倉庫が含まれた。A3の計画では慣性誘導装置と推力1,500 kg (3,300 lb)のエンジンを備えることとした。
1936年3月、陸軍のヴェルナー・フォン・フリッチュ将軍はクンメルスドルフでのA3の地上試験を視察して感銘を受けてロケット計画を支援した。 初期のA1とA2ロケットと同様にA3も加圧供給式推進剤供給装置を使用して同じ液体酸素と75%のアルコール溶液を初期の設計として使用した。推力14.7 kN (3,300 lbf)を45秒間生み出した。3台のジャイロスコープシステムでタングステン合金の噴射偏流翼で推力を偏向した。 この設計について1936年の春に秘密裏に特許を取得して超音速域での安定性を高めるために更に改良され、秋に完成した。
ペーネミュンデからの最初のアグリガットの打ち上げは1937年12月4日にライトハウス作戦の一環として実施された。1回目と2回目の打ち上げはパラシュートが予定よりも早く開傘した事とエンジンの不調により失敗した。両機とも射点の近くに墜落した。3回目と4回目の試験はまたもやエンジンが不調で、加えてパラシュートが開傘せず、減速せぬままに墜落して射点を破壊した。
同じ資料によると1機のA3は最大降下速度が12 km (7.5 mi)で最大高度は18 km (11 mi)だった。
フォン・ブラウンとドルンベルガーはそれぞれの打ち上げ失敗の原因を追求した。当初はパラシュートの静電気が原因かと思われたが、結局、不完全な設計の慣性誘導装置と機体と安定翼の設計の軽微な不安定性が原因であるとされた。
これら一連の失敗の後、A3は破棄され、A5として再設計された。
一方でA4の作業は継続された。

#### 仕様
全長: 6.74 m (22.1 ft)
直径: 0.68 m (2.2 ft)
安定翼幅: 0.93 m (3.1 ft)
打ち上げ重量: 748 kg (1650 lb)
燃料・酸化剤: エチルアルコールと液体酸素
離陸推力: 14.7 kN (1500 kgf)

### A4
A4（Aggregat 4）は、A3の失敗を踏まえ、その改良型のA5をベースに大型化したものである。後に実用兵器のV2ロケットに転用された。
A3の失敗により改良型A5が1938年から開発されていた。A5は安定した性能を見せ、1941年までに70回以上の燃焼試験が行なわれた。A4の初打上げは1942年3月のことである。A4の開発は進み、1943年からはV2ロケットとして量産が開始された。V2は全長14.0m、胴体直径1.65m、全幅3.56m、重量12.5t。燃料と酸化剤にはエタノールと液体酸素を用い、1tの高性能爆薬の弾頭を搭載、射程320kmを有していた。ドイツだけで5,200基が生産された。

### A4（潜水艦発射式）

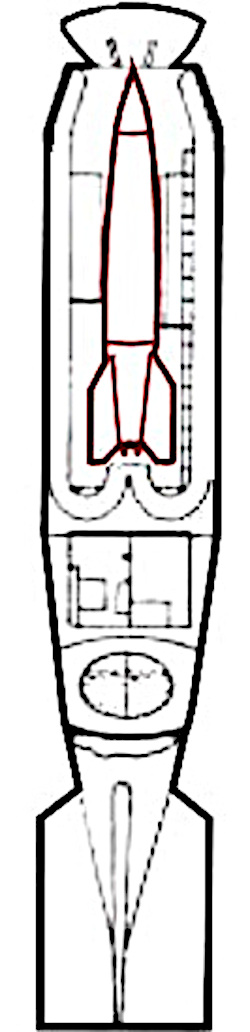
ロケッテン U-boat

A4には、潜水艦発射弾道ミサイルとして運用する構想もあった。アメリカ合衆国本土攻撃用に構想されたもので、耐圧カプセルにA4を搭載し、Uボートでアメリカ合衆国沿岸まで水中を曳航、アメリカ近海でロケットを発射するというものである。この構想は実用化にまで至らなかった。

### A4b
A4（Aggregat 4b）は、A4の発展型でA4に固定翼を追加したものである。1939年には、ロケットへ大型固定翼を追加することにより、弾道飛行終末段階は滑空し、射程などを向上させることが提唱されていた。このA4改良型開発の名目で得た予算の一部は、長距離大型ロケットであるA9/A10の基礎開発にもあてられた。A9/A10の開発は1942年に予算の割り当てが中止されていたものであった。A9においても固定翼を追加し、射程延伸が考慮されていた。A4改良型のA4b試作機完成は1944年12月のことである。A4bには胴体中ほどに後退翼が取り付けられていた。初の試射成功は1945年1月のことであり、終戦までに実用化へは至らなかった。

### A5
A5（Aggregat 5）は、A3の失敗を踏まえ、開発されたA4のスケールモデル・ロケットである。機体外形は洗練され、流線形の胴体に4枚の安定翼が付けられている。このデザインはA4にも受け継がれた。外形のみならず、誘導装置に改良が加えられた。全長5.82m、胴体直径0.82m。燃料と酸化剤はアルコールと液体酸素である。1938年から打上げ試験が開始され、A4の開発のための空気力学と技術の試験で重要な役割を果たした。ロケットエンジンはA3のエンジンに新しい制御装置を備え、A4に似た形状だった。25機が打ち上げられ、数回はパラシュート回収装置と船舶で回収するまで最大2時間沈まない浮きを備えた。空中投下試験用に推進装置を備えない型と一液推進系エンジンを備える型の両方が製造された。A5は1942年まで試験に利用された。
A5は全長5.825 m (19.11 ft)、直径0.78 m (2 ft 7 in)で離陸重量は900 kg (2,000 lb)でA3と同様に、燃料としてアルコールを、酸化剤として液体酸素を使用した。1938年の夏にGreifswalder Oieで打ち上げられ1939年10月にA4で使用する事を計画された制御装置の試験のための誘導飛行に初めて成功した。A5は最高12 km (7.5 mi)に到達した。

### A6
A6（Aggregat 6）は、A5に異なる推進剤を使用するために1940年頃構想されたもので、燃料にケロシンとニトロ系を使用するものであった。A4bと同様に、胴体中ほどに固定翼を有する。これは構想のみに終わっている。
複数の資料では同様に有人の偵察用であるA4の有翼版のA4bの検討のために計画されたとされる。A6は当初ドイツ航空省の要撃偵察機として提案された。ロケットで垂直に高度95 km (59 mi)に打ち上げられ、大気圏再突入後超音速滑空段階に入り、単発のラムジェットに点火する。2,900 km/h (1,800 mph)で15分から20分間飛行してドラッグシュートを使用して通常の滑走路に着陸する。しかしながら、航空省はこのような航空機を必要とせず、却下された。類似の概念は(無人)戦後アメリカでSM-64ミサイルとソビエトのブーリャが提案され、両方共、ラムジェット推進による大陸間巡航ミサイルだった。

### A7
A7（Aggregat 7）は、A9のスケールモデルで、A5ほどの大きさの機体に固定翼を加えたものである。1940年から1943年にかけてペーネミュンデで海軍のために開発され、2機の無動力モデルが製作され飛行安定性の試験のために航空機から投下された。動力付きモデルは製造されなかった。A7はA5と構造が似ているが、滑空距離を伸ばすために大型(1.621 m²)の尾翼を備えた。完成時のロケットの離陸推力は15 kNで離陸重量は1000 kgの予定だった。設計での直径は0.38 m で全長は 5.91 mだった。

### A8
A8（Aggregat 8）は、A4のストレッチ型モデル。大型化したほか、燃料としてエチルアルコールよりも単位体積あたりのエネルギーの大きいケロシンと、酸化剤として液体酸素の代わりに常温で貯蔵可能な硝酸を用いた。A4の"Ofen-B"エンジンでは18基の推進剤の噴射装置が燃焼室の頂部に備えられていたが、A8の"Ofen-C"エンジンでは同心円状に配置された噴射装置に置き換え、燃焼室圧力を40気圧に高めることで推進剤の消費を抑えて射程を430km、さらに550kmへ延長することを意図していた。硝酸を使用した地上試験で推力は25トンに到達していた。構想のみで試作段階には至らなかったが戦後、ドイツのロケットチームによって"シュペールV-2"としてフランスに設計作業が引き継がれた。計画は中止されたがフランスのヴェロニクとディアマン計画に繋がった。

### A9/A10

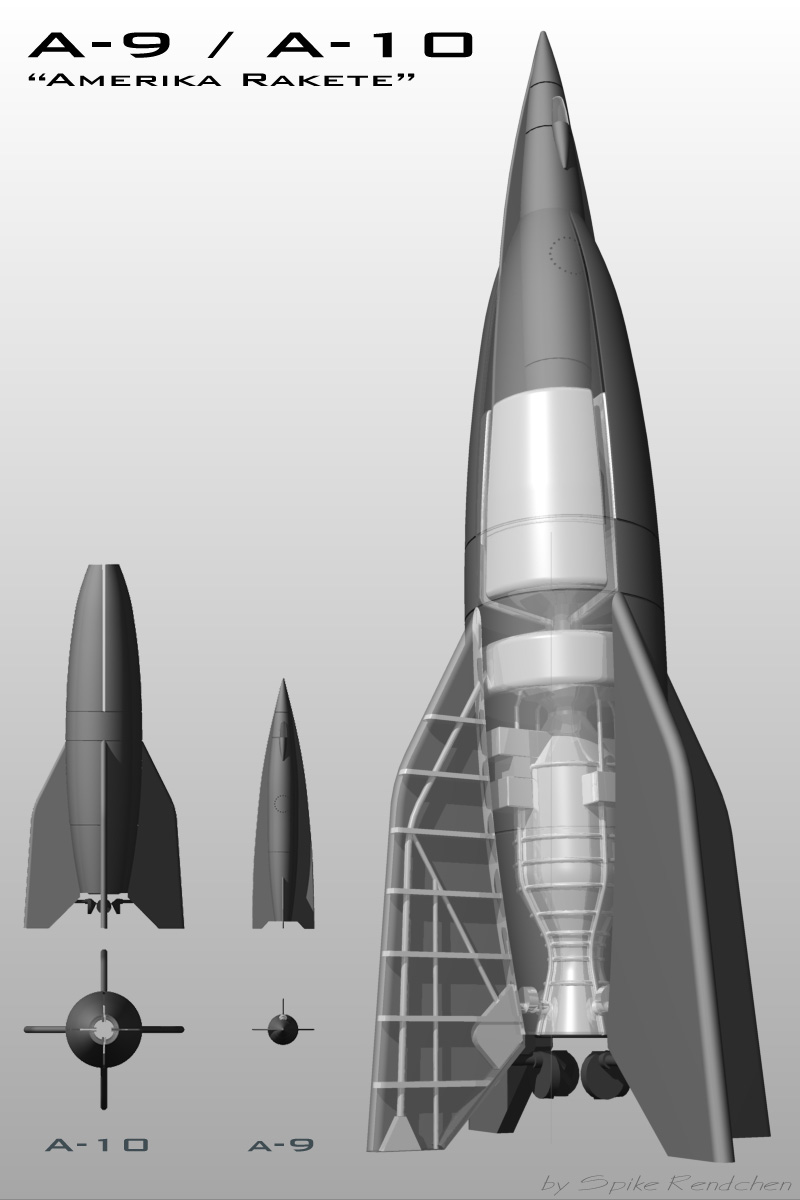
A9/A10

A9/A10（Aggregat 9/Aggregat 10）は、1940年から開発が開始された大型ロケット。二段式ロケットであり、上段がA9、下段がA10である。ヨーロッパからアメリカ合衆国本土まで届く長距離ロケット「アメーリカ・ラケーテ」Amerikaraketeとして開発されていた。1942年には開発予算が打ち切られたが、A4b開発の名目で得た予算の一部を充てて開発が継続された。燃料と酸化剤はアルコールと液体酸素で、エンジンは共に1機ずつ。終戦までに試作機の製造にも至らなかった。最大射程は約5,000kmで、現在の中距離弾道ミサイルにあたる。
A9は全長14.18m、胴体直径1.67m、総重量16,259kg、A10は全長20.0m、胴体直径4.12m、総重量69,043kg。A9には固定翼が付けられ射程の延伸を狙っていた。A10も尾部に大型の安定翼を有する。誘導には無線誘導のほか、機体に乗員を乗せ有人誘導とする構想もあった。

### A11
A11は、A9/A10の発展型、構想のみで実用化していない。A10の下段に加えるロケットであり、A9/A10/A11の三段式ロケットを構成する。A10用ロケットモーター6基を搭載し、全長25m、胴体直径は8.1mとなる。人工衛星打ち上げ能力を有するロケットとなるものであった。

### A12
A12は、A9/A10/A11の発展型、構想のみで実用化していない。A11の下段に加えるロケットであり、A9/A10/A11/A12の四段式ロケットを構成する。A10用ロケットモーター50基を搭載し、全長33m、胴体直径は11mとなる。宇宙船打ち上げ能力を有するロケットとなるものであった。

## 登場作品
『ストライカーズ1945II』
フォッケウルフ Ta152のサポートアタック（ボム）「A9A10ロケット」として登場。画面下から突入し、敵弾をかき消しながら接触した敵にダメージを与える。自機としては選択不可能。